# جیمز کارگلر (بازیکن فوتبال، زاده ۲۰۰۲)
جیمز کارگلر (انگلیسی: James Carragher؛ زادهٔ ۱۱ نوامبر ۲۰۰۲) بازیکن فوتبال است.